# Stephen Nyodho Ador Majwok
Stephen Nyodho Ador Majwok (ur. 1 stycznia 1973 w Andong) – południowosudański duchowny katolicki, biskup Malakal od 2019.

## Życiorys
Urodził się 1 stycznia 1973 roku w Andong w Sudanie. Został ochrzczony mając 17 lat. W 1997 wstąpił do seminarium duchownego w Malakal. Po odbyciu kursu duchowego w Szambacie w Chartumie Północnym, w latach 1998-2004 odbył studia filozoficzno-teologiczne w Kobar. Święcenia kapłańskie otrzymał 15 maja 2005 roku z rąk bpa Vincenta Mojwoka Nyikera. Do 2013 pracował w duszpasterstwie parafialnym, będąc m.in. dyrektorem Duszpasterskiego Liturgicznego Centrum Katechetycznego. W latach 2013–2018 odbył studia specjalistyczne na Angelicum w Rzymie. Bp Nyodho ma doktorat z teologii moralnej.
23 maja 2019 roku papież Franciszek mianował go ordynariuszem diecezji Malakal w metropolii Dżuba. Sakry udzielił mu 28 lipca 2019 arcybiskup Paulino Lukudu Loro.
W listopadzie 2019 roku bp Nyodho odwiedził Polskę z okazji Ogólnopolskiego XI Dnia Solidarności z Kościołem Prześladowanym organizowanego przez Pomoc Kościołowi w Potrzebie.